# Carlsen (maison d'édition)
Pour les articles homonymes, voir Carlsen.

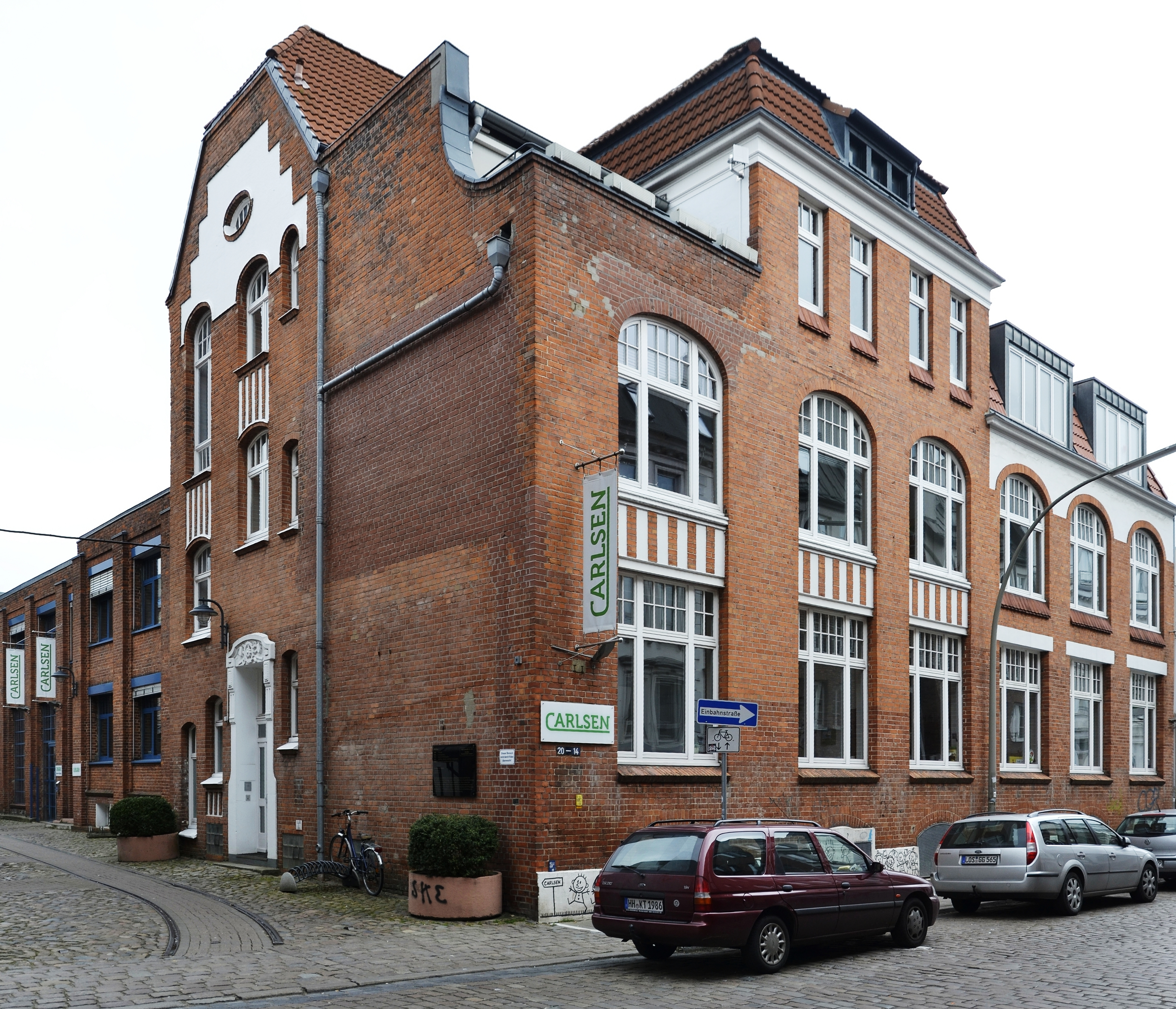
Maison d’édition à Hamburg-Ottensen

Carlsen est une maison d’édition allemande spécialisée dans la littérature d'enfance et de jeunesse. Elle est une filiale du groupe de médias suédois Bonnier.

## Historique
Fondée le 25 avril 1953 à Hambourg, Carlsen est à l'origine la filiale allemande de la maison d'édition danoise Illustrationsforlaget/PIB. À ses débuts, la maison publie essentiellement des livres pour enfants sur les aventures de l'ourson Petzi.
À partir de 1967, la maison d'édition s'ouvre au monde de la bande dessinée, en publiant d'abord en allemand les grands succès de la bande dessinée franco-belge, tout d'abord Les Aventures de Tintin, qui obtiennent un grand succès dans le monde germanophone, suivies par d'autres classiques tels que Gaston Lagaffe et Spirou et Fantasio. En 1971, Carlsen se diversifie en assurant la republication de grands classiques du comic strip américain tels que Dick Tracy, Terry et les Pirates, Li'l Abner ou Flash Gordon. 
Au milieu des années 1980, Carlsen a peu de concurrence sur le marché germanophone, et est le plus important éditeur en termes de ventes et de production, avec des tirages allant jusqu'à 10 000 exemplaires en première édition. À cette époque, l'éditeur qui se limitait jusqu'alors à des traductions commence à sortir des titres originaux, essentiellement d'auteurs de langue allemande.
Dans les années 1990, Carlsen initie le public au manga en obtenant la licence lui permettant de publier Akira en allemand. La version publiée sous forme adaptée aux habitudes du lectorat (sens de lecture occidental et reprise de la colorisation réalisée pour les États-Unis par Steve Oliff) vaut quelques critiques à l'éditeur, ce qui ne l'empêche pas d'obtenir un grand succès. Carlsen tente de capitaliser sur ce succès en traduisant d'autres mangas, mais sans grand résultat. C'est seulement en 1997 que l'éditeur obtient un nouveau best-seller pour une série japonaise avec Dragon Ball.

## Carlsen Comics actuellement
Actuellement Carlsen publie essentiellement des ouvrages pour enfants (Harry Potter, Rugrats (les Razmoket), etc.) et des bandes dessinées (Comics en allemand). L'éditeur publie également quelques auteurs allemands tels que Flix, ainsi que des mangas.
Actuellement troisième éditeur de bandes dessinées en Allemagne et parmi les dix premiers éditeurs de livres pour enfants, Carlsen publie aussi au Danemark et en Suède. Carlsen Comics fait partie du groupe Bonnier.